# Éditions Le Somnambule équivoque

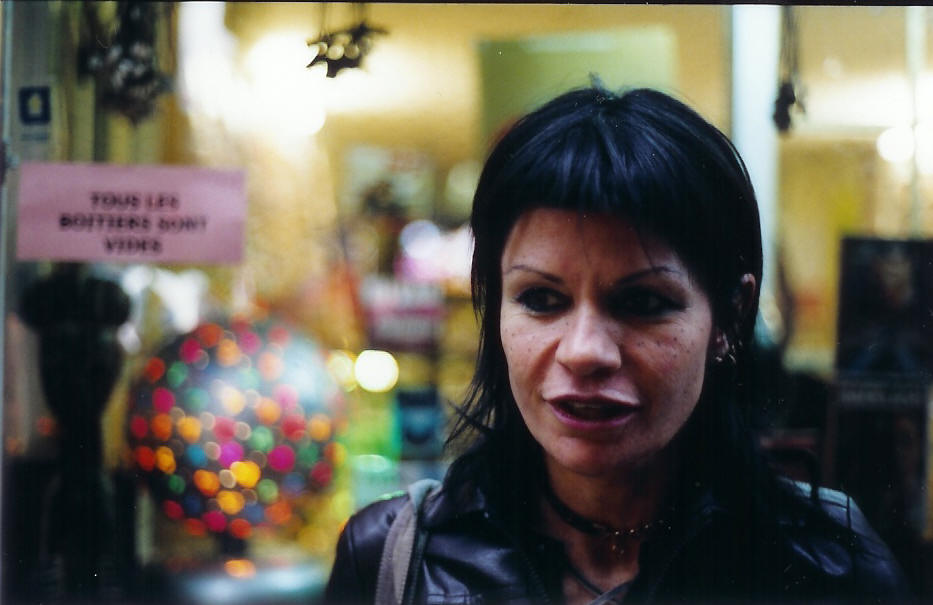
L'auteur, Emmanuelle Jowa

Née en 2003 avec la parution de Voxy Lady et de Voxy Man, des chroniques musicales signées par Nicolas Crousse et Véronique Navarre, la maison d'édition Le Somnambule équivoque est articulée autour de deux bureaux, l'un à Liège, l'autre à Bruxelles. Elle est dirigée par Philippe Bachy.
Cette maison d'édition belge compte un catalogue riche de quarante-cinq titres et regroupe des auteurs tels que Jean-Pierre Verheggen, Christine Aventin, Rémi Bertrand, Étienne Éthaire, François David, Fidéline Dujeu, Emmanuelle Jowa, Christophe Léon et Nathalie Gassel...

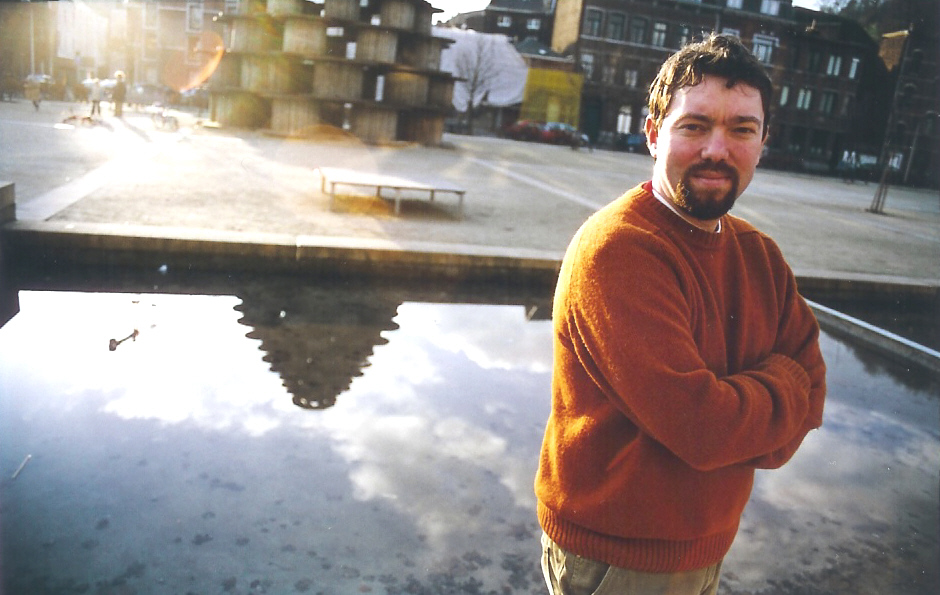
L'auteur, Etienne Ethaire

La plupart des œuvres de ces auteurs (comme La Langoureuse d'Etienne Ethaire) appartiennent à la collection "Fulgurances", dédiée aux romans. La collection "Exaltations" est, quant à elle, illustrée par les Voxy ou par Casting et se consacre au cinéma ou à la musique avec la particularité de mêler de l'autofiction à la partie documentaire. Après les "Dérapages" en 2006, la maison lance encore les "Short Stories" qui ont la même ligne éditoriale que les "Fulgurances", mais adaptées aux nouvelles. C'est Christophe Léon, avec le recueil Je suis Richard Brautigan qui, avec Emmanuelle Jowa, est la figure de proue de ces courts récits. En 2010, l'équipe des Somnambules s'ouvre au secteur de la jeunesse en publiant un roman La Protestation de Guy Jimenes dans la collection Som'Ado.

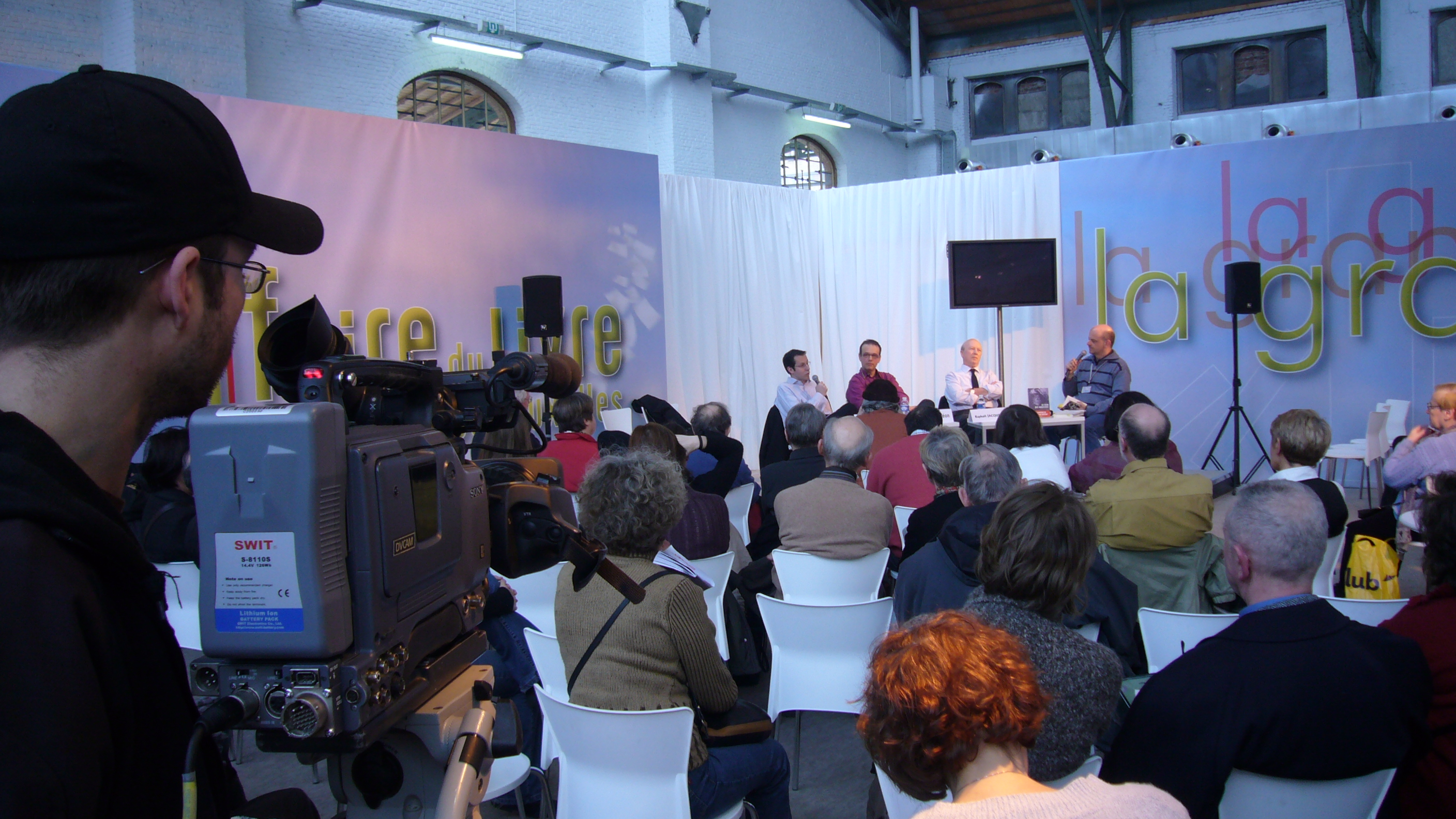
Un débat autour du livre Ecoloco de Christophe Léon

L'équipe littéraire se veut fidèle à son credo de départ qui est d'éditer peu, mais d'éditer bien. Sa charte éditoriale met en avant une exigence au niveau des enjeux narratifs de chaque texte publié. Autour d'un concept de livres brefs et intenses, le Somnambule Équivoque défend la notion d' "auteurs maison" ou même d'écurie.
Qualifiée de "pointue" à ses débuts, la maison est spécialisée dans le domaine des fictions contemporaines (les "Fulgurances", les "Short Stories"). Elle ne se limite toutefois pas au romanesque et parvient désormais à faire cohabiter des œuvres radicales (Beaux-Arts, Ecoloco) avec des points de vue plus populaires ou décalés, se créant petit à petit une image de marque qui dépasse les frontières belges. L'arrivée de plusieurs auteurs français dans le catalogue ravive ce caractère international.
La publication de Récit Plastique (de Nathalie Gassel), dans la collection Dérapages, a peut-être marqué un tournant puisque, pour la première fois, le Somnambule Équivoque publie un livre articulé autour du binôme "texte - photographies". Une telle tentative avait auparavant été effectuée en regroupant des textes (Jean-Pierre Verheggen) et des dessins de caricaturistes ou cartoonistes (Pierre Kroll, Dubus, Kanar). On retrouve ensuite ce binôme texte-photographies dans Le Livre des Blasphèmes signé par Louis Mathoux et illustré par Eléonore Wack qui est aussi la directrice graphique de la maison.
Mais la priorité des Somnambules reste bel et bien la fiction. L'année 2011 le rappelle avec les sorties successives de Féroce Eros de François David, Exit (de Alexandra Apperce) et de Angie de Fidéline Dujeu. Alexandra Apperce semble d'ailleurs devenir la nouvelle auteure fétiche de la maison, puisque, en 2011, et en 2012, se succèdent Velcro et Oh Bobby. Enfin, l'année 2012 marque aussi le retour de Christine Aventin avec Breillat des yeux le ventre où l'auteure met en scène sa propre vie et celle de la réalisatrice Catherine Breillat dans un chassé-croisé comparatif.
Bien qu'ils semblent appréciés des critiques littéraires,,, les livres du Somnambule Équivoque reçoivent toutefois rarement le succès public espéré. Peu institutionnalisée, parfois marginalisée, la maison décide de fermer ses portes en 2014. Philippe Bachy et son équipe trouvent cependant un repreneur privé en la personne de Jean-Pierre Closson, mais à ce jour, il n'y a plus eu de nouvelle parution.
En 2017, comme une consécration (posthume?), le docu-autofiction Breillat des yeux le ventre  reçoit le Prix Quinquennal de l'Essai de la Fédération Wallonie-Bruxelles.

## Collections
Attentive à sa ligne éditoriale, elle propose cinq collections :
- Fulgurances : des romans brefs et intenses, si possible marqués par leur contemporanéité
- Dérapages : des "pamphlets" caustiques, ludiques, humoristiques, subversifs, décalés
- Exaltations : un auteur dévoile et analyse sa passion, comme le cinéma, la musique...
- Short Stories : des nouvelles, intenses, si possible marquées par leur contemporanéité
- Som'Ado : des romans, mais destinés à la jeunesse, et avec une volonté de donner du sens

## Quelques parutions
1. Le Désir Demeuré, Breillat des yeux le ventre de Christine Aventin
2. Coxyde de Rémi Bertrand
3. Guère d'homme, L'île berceau, Coquillages, Angie de Fidéline Dujeu
4. Beaux-Arts, Ecoloco, Écran plat, Je suis Richard Brautigan de Christophe Léon
5. Alssia Lone, La Langoureuse, Casting, Funérarium d'Étienne Éthaire
6. Kartouch, Voxy Lady de Nicolas Crousse
7. Portraits crachés de Jean-Pierre Verheggen
8. Récit Plastique, Ardeur et vacuité de Nathalie Gassel
9. Playgirl, Maniac de Emmanuelle Jowa
10. Exit, Velcro, Oh Bobby de Alexandra Apperce
11. Féroce Eros de François David